# Різдвяний поцілунок
«Різдвяний поцілунок» (англ. A Christmas Kiss) — американський романтичний різдвяний телефільм 2011 року режисера Джона Стімпсона з Елізабет Рьом, Лаурою Брекенрідж і Бренданом Фером у головних ролях.

## Сюжет
Венді працює асистенткою бездушної дизайнерки Прісцилли, але мріє стати самостійним дизайнером інтер'єру. Після закликів своїх подруг зосередитися на собі, Венді імпульсивно цілує вродливого незнайомця, коли вони разом застрягають у ліфті, але забуває спитати його ім'я. Пізніше вона знову зустрічається з ним, але з жахом дізнається, що це бойфренд її начальниці, Адам, і він не впізнав її через блискучий макіяж того вечора.
Венді та Прісциллу наймають прикрасити будинок Адама для майбутнього різдвяного благодійного вечора. Дізнавшись про історію Адама та його бабусі, Венді створює проект за мотивами повісті Чарлза Дікенса «Різдвяна пісня» 1843 року, оскільки вони обидва любили цю книгу. Прісцилла привласнює собі дизайн Венді після того, як Адам відкидає її початкову ідею, і зображує дизайн Венді як свою альтернативну ідею.
Заносячи декорації до будинку Адама, Прісцилла отримує подряпину на носі та їде на з міста на лікування, залишивши дизайн на Венді. Працюючи над декораціями Венді швидко закохується в Адама, який, своєю чергою, розуміє, що хоче розірвати стосунки з Прісциллою через різні цінності.
Прісцилла звільняє Венді коли дізнається, що вона залишилася в Адама вдома дивитися кіно, поки вони не заснули разом. Вона також публікує в газеті фальшиве оголошення про заручини, щоб зруйнувати плани Адама розірвати їхні стосунки. Пізніше Прісцилла обмовляється і розкриває, що дизайн насправді належав Венді, що обурює Адама. Згодом вони йдуть до місцевого театру, де він розлучається з Прісциллою і возз'єднується з Венді. Хоча спочатку вона неохоче мириться з Адамом, Венді та Адам стають парою, і фільм закінчується їхніми заручинами.

## У ролях
| Актор            | Роль           |
| ---------------- | -------------- |
| Елізабет Рьом    | Прісцилла Холл |
| Лаура Брекенрідж | Венді Волтон   |
| Брендан Фер      | Адам Г'юз      |
| Джерріка Гінтон  | Тресса         |
| Лаура Спенсер    | Керолайн       |
| Марк Джой        | Чарлі          |
| Джиммі Джерніган | доктор         |
| Вікі Джерніган   | сенатор штату  |
| Марк ДеАнджеліс  | кучер          |
| Майкл Вотерс     | візник         |

## Виробництво
«Різдвяний поцілунок» був знятий в Ричмонді, штат Вірджинія. Балет Ричмонда надав артистів балету, а «Hundley Carriages» — коня і карету. Прогулянка в кареті була знята у Вустері, штат Массачусетс.

## Саундтреки
- «Лускунчик Оп71 Марш №2» (Чайковський) у виконанні Празького філармонічного оркестру
- «Лускунчик Оп71 №14 Танець феї драже» (Чайковський) у виконанні Празького філармонічного оркестру
- «A Wish Comes True Every Day» (Алі Теодор, Джейсон Глід, Алана да Фонсека) у виконанні Деббі Райан
- «This Christmas» у виконанні Браяна Алекса
- «Christmas is Here» у виконанні Флінна
- «Deck the Halls» (традиційна) у виконанні Грейсі Ван Брант
- «Jingle Bells» (Джеймс Лорд П'єрпойнт) у виконанні Грейсі Ван Брант
- «The Holly and the Ivy» (Тім Ренвік)
- «Hark the Herald Angels Sing» (Чарльз Веслі) у виконанні The Kaz Gamble Carolers
- «We Wish You a Merry Christmas» у виконанні The Kaz Gamble Carolers
- «O Christmas Tree» (Ернст Аншуц) у виконанні та аранжуванні Vinx

## Прем'єра
«Різдвяний поцілунок» вперше вийшов в ефір 11 грудня 2011 року на телеканалі «Ion Television». На DVD він був випущений компанією Marvista Entertainment 16 жовтня 2012 року.

## Оцінки критиків
Common Sense Media оцінив фільм у 3/5 зірок, написавши, що він «підходить для дітей старшого віку, які люблять традиційні різдвяні обгортки і які не проти дрібки нецензурної лексики». Фонд Dove у своїй рецензії написав, що «Різдвяний поцілунок» чітко показує, що іноді коханню дійсно судилося бути».

## Сиквел
Сиквел «Різдвяний поцілунок 2» вийшов у 2014 році. У фільмі знялися Елізабет Арнуа, Адам Мейфілд, Лола Глаудіні та Джонатан Беннетт.